# Paradize +10 (tournée)
Tournées par Indochine
Meteor Tour
(2009-2011) Black City Tour
(2013-2014)
Paradize +10 est une tournée du groupe de rock français Indochine pour fêter les dix ans de l'album Paradize. Cette tournée ne comporte que deux dates données au Zénith de Paris les 1er et 2 février 2012,,.

## Set-List
1. Paradize
2. Like A Monster
3. Electrastar
4. Marilyn
5. Punker
6. Le Manoir
7. Comateen 1
8. J'ai demandé à la lune
9. Le Grand Secret
10. Dark
11. La nuit des fées
12. Dunkerque
13. Mao Boy
14. Le doigt sur ton étoile
15. Popstitute
16. Kissing My Song
17. Little Dols
18. Kill Nico
19. Alice & June
20. Trois Nuits Par Semaine
21. Glory Hole
22. Un singe en hiver

Rappel
1. Miss Paramount
2. Pink Water